# Atwater Hill
Der Atwater Hill ist ein 125 m hoher Hügel auf der Ostseite der Lavoisier-Insel vor der Westküste des Grahamlands auf der Antarktischen Halbinsel. Er ragt 4 km südlich des Benedict Point auf.
Kartiert wurde er während der Falkland Islands and Dependencies Aerial Survey Expedition (1956–1957). Das UK Antarctic Place-Names Committee benannte ihn 1960 nach dem US-amerikanischen Chemiker und Physiologen Wilbur Olin Atwater (1844–1907), der gemeinsam mit Francis Gano Benedict (1870–1957) das Verfahren der Kalorimetrie zur Aufklärung von Stoffwechselvorgängen optimiert hatte.